# Euphorbia cattimandoo
Euphorbia cattimandoo là một loài thực vật có hoa trong họ Đại kích. Loài này được Elliot ex Wight mô tả khoa học đầu tiên năm 1853.